# Discografia de Jay-Z

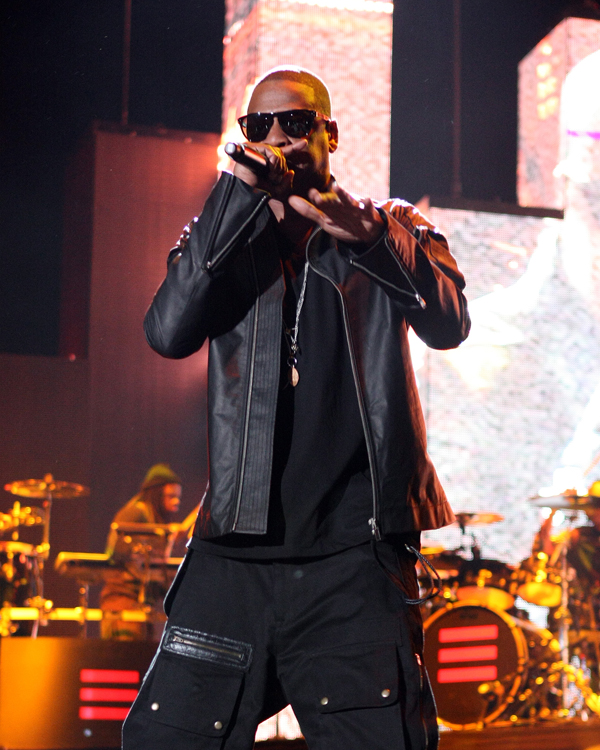
Jay-Z em 2010.

Esta é a discografia compreensiva do rapper Jay-Z.

## Álbuns

### Álbuns de estúdio
| Álbum                                                                                               | Melhores posições | Melhores posições | Melhores posições | Melhores posições | Melhores posições | Melhores posições | Melhores posições | Melhores posições | Melhores posições | Melhores posições | Certificações                                           |
| Álbum                                                                                               | EUA               | EUA R&B           | AUS               | CAN               | ALE               | IRL               | HOL               | NZ                | SUI               | UK                | Certificações                                           |
| --------------------------------------------------------------------------------------------------- | ----------------- | ----------------- | ----------------- | ----------------- | ----------------- | ----------------- | ----------------- | ----------------- | ----------------- | ----------------- | ------------------------------------------------------- |
| Reasonable Doubt - Lançamento: 25 de Junho de 1996 - Gravadora: Roc-A-Fella                         | 23                | 3                 | —                 | —                 | —                 | —                 | —                 | —                 | —                 | 140               | - EUA: Platina                                          |
| In My Lifetime, Vol. 1 - Lançamento: 4 de Novembro de 1997 - Gravadora: Roc-A-Fella                 | 3                 | 2                 | —                 | —                 | —                 | —                 | —                 | —                 | —                 | 78                | - EUA: Platina                                          |
| Vol. 2... Hard Knock Life - Lançamento: 29 de Setembro de 1998 - Gravadora: Roc-A-Fella             | 1                 | 1                 | 13                | —                 | —                 | —                 | —                 | —                 | —                 | 109               | - EUA: 5× Platina - CAN: Platina                        |
| Vol. 3... Life and Times of S. Carter - Lançamento: 28 de Dezembro de 1999 - Gravadora: Roc-A-Fella | 1                 | 1                 | 8                 | —                 | —                 | —                 | —                 | —                 | —                 | 155               | - EUA: 3× Platina - CAN: Ouro                           |
| The Dynasty: Roc La Familia - Lançamento: 25 de Outubro de 2000 - Gravadora: Roc-A-Fella            | 1                 | 1                 | 5                 | —                 | —                 | —                 | —                 | —                 | —                 | 86                | - EUA: 2× Platina                                       |
| The Blueprint - Lançamento: 11 de Setembro de 2001 - Gravadora: Roc-A-Fella                         | 1                 | 1                 | 3                 | 30                | —                 | —                 | —                 | —                 | —                 | 30                | - EUA: 2× Platina - CAN: Platina - UK: Ouro             |
| The Blueprint²: The Gift & the Curse - Lançamento: 12 de Novembro de 2002 - Gravadora: Roc-A-Fella  | 1                 | 1                 | 8                 | 23                | —                 | 97                | —                 | —                 | —                 | 23                | - EUA: 2× Platina - CAN: 2× Platina - UK: Ouro          |
| The Black Album - Lançamento: 14 de Novembro de 2003 - Gravadora: Roc-A-Fella                       | 1                 | 1                 | —                 | 34                | 18                | 66                | 66                | —                 | 29                | 34                | - EUA: 3× Platina - CAN: Platina                        |
| Kingdom Come - Lançamento: 21 de Novembro de 2006 - Gravadora: Roc-A-Fella                          | 1                 | 1                 | 6                 | 35                | —                 | 71                | 79                | —                 | 17                | 35                | - EUA: 2× Platina - CAN: Platina                        |
| American Gangster - Lançamento: 6 de Novembro de 2007 - Gravadora: Roc-A-Fella                      | 1                 | 1                 | 3                 | 30                | 29                | 64                | 58                | —                 | 17                | 30                | - EUA: Platina                                          |
| The Blueprint 3 - Lançamento: 8 de Setembro de 2009 - Gravadora: Roc Nation                         | 1                 | 1                 | 1                 | 4                 | 15                | 12                | 20                | 9                 | 12                | 4                 | - EUA: Platina - CAN: Platina - UK: Platina - AUS: Ouro |
| Magna Carta Holy Grail - Lançamento: 8 de Julho de 2013 - Gravadora: Roc Nation                     | 1                 | 1                 | 2                 | 1                 | 21                | 2                 | 2                 | 1                 | 1                 | 1                 | - EUA: 2× Platina - UK: Ouro                            |
| 4:44 - Lançamento: 30 de Junho de 2017 - Gravadora: Roc Nation                                      | 1                 | 1                 | 3                 | 1                 | 15                | 8                 | 11                | 10                | 5                 | 3                 | - EUA: Platina                                          |

### Compilações
| Ano  | Título | Melhor posição | Melhor posição |
| Ano  | Título | EUA 200        | EUA R&B        |
| ---- | --- | -------------- | -------------- |
| 2001 | Jay-Z: Unplugged - Lançamento: 18 de dezembro de 2001 - Gravadora: Roc-A-Fella                                                | 31             | 8              |
| 2002 | Chapter One: Greatest Hits - Lançamento: 11 de março de 2002 - Gravadora: BMG (Alemanha) (Japão) Northwestside Records (U.K.) | —              | —              |
| 2003 | The Blueprint 2.1 - Lançamento: 8 de abril de 2003 - Gravadora: Roc-A-Fella                                                   | 17             | 6              |
| 2003 | Bring It On: The Best of Jay-Z - Lançamento: 25 de novembro de 2003 - Gravadora: BMG (Japão) Camden Records (U.K.)            | —              | —              |
| 2006 | Greatest Hits - Lançamento: 25 de setembro de 2006 - Gravadora: Sony BMG (U.K.)                                               | —              | —              |
| 2009 | The Blueprint Collectors Edition - Lançamento: 11 de setembro de 2009 - Gravadora: Roc-A-Fella                                | 30             | 6              |
| 2010 | The Hits Collection, Vol. 1 - Lançamento: 29 de julho de 2010 - Gravadora: Roc-A-Fella                                        | TBR            | TBR            |

### Colaborações
| Ano  | Nome | Melhor Posição | Melhor Posição | Melhor Posição | Melhor Posição | Melhor Posição | Melhor Posição | Melhor Posição | Melhor Posição | Melhor Posição | Melhor Posição | Certificações |
| Ano  | Nome | EUA 200        | EUA R&B        | CAN            | NOR            | SUI            | NZ             | FRA            | IRL            | HOL            | UK             | Certificações |
| ---- | --- | -------------- | -------------- | -------------- | -------------- | -------------- | -------------- | -------------- | -------------- | -------------- | -------------- | --- |
| 1998 | Streets Is Watching (soundtrack) - Lançamento: 5 de maio de 1998 - Gravadora: Roc-A-Fella/Def Jam/Universal Records | 27             | 3              | —              | —              | —              | —              | —              | —              | —              | —              | - EUA: Platina |
| 2002 | The Best of Both Worlds (com R. Kelly) - Lançamento: 26 de março de 2002 - Gravadora: Roc-A-Fella/Def Jam           | 2              | 1              | 19             | —              | —              | —              | —              | —              | —              | —              | - EUA Platina - FRA: Prata |
| 2004 | Unfinished Business (com R. Kelly) - Lançamento: 26 de outubro de 2004 - Gravadora: Roc-A-Fella/Def Jam             | 1              | 1              | —              | —              | 65             | —              | 68             | —              | 60             | 61             | - EUA: Platina |
| 2004 | Collision Course (com Linkin Park) - Lançamento: 30 de novembro de 2004 - Gravadora: Roc-A-Fella/Def Jam            | 1              | 3              | 6              | 1              | 2              | 4              | 20             | 6              | 9              | 15             | - BRA: Ouro - AUS: Platina - UK: Platina - CAN: 2× Platina - ITA: Platina - AUT: Ouro - DEN: Ouro - ALE: Ouro - SUI: Platina - IRLE: Platina - EUA: Platina - NZ: Platina - FRA: Ouro |
| 2011 | Watch the Throne (com Kanye West) - Lançamento: 5 de maio de 1998 - Gravadora: Roc-A-Fella/Def Jam                  | 1              | 1              | 1              | —              | —              | 4              | —              | 9              | 3              | 3              | |

## Singles
| Ano  | Música                                                         | EUA Hot 100 | EUA R&B | EUA Rap | UK singles | Álbum                                                    |
| ---- | -------------------------------------------------------------- | ----------- | ------- | ------- | ---------- | -------------------------------------------------------- |
| 1995 | "Can't Knock the Hustle"                                       | 73          | 35      | 4       | 30         | Reasonable Doubt                                         |
| 1996 | "Ain't No Nigga/Dead Presidents II"                            | 50          | 17      | 4       | 31         | Reasonable Doubt                                         |
| 1996 | "Feelin' It"                                                   | 79          | 46      | 13      | -          | Reasonable Doubt                                         |
| 1997 | "Who You Wit 2"                                                | 84          | 25      | -       | 65         | In My Lifetime, Vol. 1                                   |
| 1997 | "(Always Be My) Sunshine" (feat. Babyface & Foxy Brown)        | 95          | 37      | 16      | 25         | In My Lifetime, Vol. 1                                   |
| 1998 | "The City Is Mine" (feat. Blackstreet)                         | 52          | 37      | 14      | 38         | In My Lifetime, Vol. 1                                   |
| 1998 | "Wishing on a Star" (feat. Gwen Dickey)                        | -           | -       | -       | 13         | In My Lifetime, Vol. 1                                   |
| 1998 | "It's Alright" (feat. Memphis Bleek)                           | 61          | 32      | 9       | 13         | Streets is Watching (soundtrack)                         |
| 1998 | "Love For Free"                                                | -           | 86      | 29      | -          | Streets is Watching (soundtrack)                         |
| 1998 | "Hard Knock Life (Ghetto Anthem)"                              | 15          | 10      | 2       | 2          | Vol. 2... Hard Knock Life                                |
| 1998 | "Jigga What, Jigga Who" (feat. Amil)                           | 84          | 23      | -       | -          | Vol. 2... Hard Knock Life                                |
| 1998 | "Money, Cash, Hoes"                                            | -           | 36      | 19      | -          | Vol. 2... Hard Knock Life                                |
| 1999 | "Can I Get a..." (feat. Amil & Ja Rule)                        | 19          | 13      | 22      | 6          | Vol. 2... Hard Knock Life/Def Jam's Rush Hour Soundtrack |
| 1999 | "Anything"                                                     | 55          | 19      | -       | 18         | Vol. 3... Life and Times of S. Carter                    |
| 1999 | "Big Pimpin'" (feat. UGK)                                      | 3           | 1       | 1       | 29         | Vol. 3... Life and Times of S. Carter                    |
| 1999 | "Do It Again (Put Ya Hands Up)" (feat. Beanie Sigel & Amil)    | 65          | 6       | 11      | -          | Vol. 3... Life and Times of S. Carter                    |
| 1999 | "Jigga My Nigga"                                               | 28          | 6       | -       | -          | Vol. 3... Life and Times of S. Carter                    |
| 1999 | "Girl's Best Friend"                                           | 52          | 19      | -       | -          | Blue Streak Soundtrack                                   |
| 2000 | "Hey Papi" (feat. Memphis Bleek & Amil)                        | 76          | 16      | -       | -          | Nutty Professor II: The Klumps Soundtrack                |
| 2000 | "I Just Wanna Love U (Give It 2 Me)" (feat. Pharrell)          | 11          | 1       | 4       | 11         | The Dynasty: Roc La Familia                              |
| 2000 | "Change The Game" (feat. Beanie Sigel, Memphis Bleek & Static) | 86          | 29      | 10      | -          | The Dynasty: Roc La Familia                              |
| 2000 | "Guilty Until Proven Innocent" (feat. R. Kelly)                | 82          | 29      | 12      | -          | The Dynasty: Roc La Familia                              |
| 2001 | "Izzo (H.O.V.A.)"                                              | 8           | 4       | 7       | 21         | The Blueprint                                            |
| 2001 | "Girls, Girls, Girls"                                          | 17          | 4       | 9       | 11         | The Blueprint                                            |
| 2001 | "Jigga That Nigga"                                             | 66          | 27      | 7       | -          | The Blueprint                                            |
| 2001 | "Song Cry"                                                     | -           | 45      | 23      | -          | The Blueprint                                            |
| 2001 | "People Talking"                                               | -           | 77      | -       | -          | MTV Unplugged                                            |
| 2002 | "'03 Bonnie and Clyde" (feat. Beyoncé)                         | 4           | 1       | 2       | 2          | The Blueprint²: The Gift & the Curse                     |
| 2003 | "Excuse Me Miss" (feat. Pharrell)                              | 8           | 1       | 2       | 17         | The Blueprint²: The Gift & the Curse                     |
| 2003 | "Change Clothes" (feat. Pharrell)                              | 10          | 6       | 4       | 32         | The Black Album                                          |
| 2003 | "Dirt Off Your Shoulder"                                       | 5           | 3       | 2       | 12         | The Black Album                                          |
| 2003 | "Encore"                                                       | -           | 30      | 22      | -          | The Black Album                                          |
| 2003 | "What More Can I Say"                                          | -           | 48      | -       | -          | The Black Album                                          |
| 2003 | "99 Problems"                                                  | 30          | 26      | 10      | 12         | The Black Album                                          |
| 2006 | "Show Me What You Got"                                         | 8           | 3       | 4       | 38         | Kingdom Come                                             |
| 2006 | "Lost One" (feat. Chrisette Michele)                           | 58          | 19      | -       | -          | Kingdom Come                                             |
| 2007 | "Hollywood" (feat. Beyoncé)                                    | 7           | 9       | 56      | 84         | Kingdom Come                                             |
| 2007 | "30 Something"                                                 | 108         | 21      | 13      | -          | Kingdom Come                                             |
| 2007 | "Blue Magic"                                                   | 55          | 35      | 22      | -          | American Gangster                                        |
| 2007 | "Roc Boys"                                                     | 1           | 1       | 4       | 15         | American Gangster                                        |
| 2008 | "I know'" (feat. Pharrell)                                     | 14          | -       | 12      | 25         | American Gangster                                        |
| 2008 | "American Dreamin'" (feat. Marvin Gaye)                        | 11          | 35      | 2       | 40         | American Gangster                                        |
| 2008 | "American Gangster"                                            | 18          | 46      | 13      | -          | American Gangster                                        |
| 2008 | "Swagga Like Us" (feat. T.I., Kanye West & Lil' Wayne)         | 5           | 11      | 4       | 33         | The Blueprint 3                                          |
| 2008 | "History"                                                      | 14          | 4       | -       | -          | The Blueprint 3                                          |
| 2009 | "D.O.A. (Death of Auto-Tune)"                                  | 24          | 43      | 15      | 79         | The Blueprint 3                                          |
| 2009 | "Run This Town" (com Rihanna e Kanye West)                     | 2           | 3       | 1       | 1          | The Blueprint 3                                          |
| 2009 | "Empire State of Mind" (com Alicia Keys)                       | 1           | 1       | 1       | 2          | The Blueprint 3                                          |
| 2013 | "Holy Grail"                                                   | 8           | 3       | 2       | 15         | Magna Carta Holy Grail                                   |

### Participações
| Ano  | Música                                                         | EUA Hot 100 | EUA R&B | EUA Rap | UK Singles | Álbum                               |
| ---- | -------------------------------------------------------------- | ----------- | ------- | ------- | ---------- | ----------------------------------- |
| 1998 | "Money Ain't a Thang" (Jermaine Dupri feat. Jay-Z)             | 52          | 10      | 28      | -          | Life in 1472                        |
| 1999 | "Heartbreaker" (Mariah Carey feat. Jay-Z)                      | 1           | 1       | -       | 5          | Rainbow                             |
| 2000 | "Get Down With Me" (Spice Girls with backing-vocal of Jay-Z)   | -           | -       | -       | 187        | Forever                             |
| 2000 | "4 Da Fam" (Amil feat. Jay-Z)                                  | 99          | 48      | 29      | -          | All Money Is Legal                  |
| 2000 | "Why We Die" (Busta Rhymes feat. Jay-Z & DMX)                  | 99          | 48      | 29      | -          | Anarchy,                            |
| 2001 | "Fiesta (remix)" (R. Kelly feat. Jay-Z)                        | 6           | 1       | -       | 23         | TP.2                                |
| 2002 | "Guess Who's Back" (Scarface feat. Jay-Z & Beanie Sigel)       | 78          | 22      | 10      | -          | The Fix                             |
| 2002 | "Lollipop" (Snoop Dogg feat. Jay-Z; Nate Dogg & Soopafly)      | 95          | -       | -       | -          | Paid tha Cost to Be da Bo$$         |
| 2002 | "You got Me" (Mariah Carey feat. Jay-Z and Freeway;)           | -           | 94      | 98      | -          | Charmbracelet                       |
| 2003 | "Frontin'" (Pharrell feat. Jay-Z)                              | 5           | 1       | 1       | 6          | The Neptunes Present...Clones       |
| 2003 | "Crazy in Love" (Beyoncé feat. Jay-Z)                          | 1           | 1       | -       | 1          | Dangerously in Love                 |
| 2005 | "Go Crazy" (Young Jeezy feat. Jay-Z)                           | -           | 22      | 22      | -          | Let's Get It: Thug Motivation 101   |
| 2006 | "Get Throwed" (Bun B feat. Pimp C, Z-Ro, Young Jeezy, & Jay-Z) | -           | 49      | 24      | -          | Trill                               |
| 2006 | "Deja Vu" (Beyoncé feat. Jay-Z)                                | 4           | 1       | -       | 1          | B'Day                               |
| 2007 | "Upgrade U" (Beyoncé feat. Jay-Z)                              | 59          | 11      | -       | -          | B'Day                               |
| 2007 | "Umbrella" (Rihanna feat. Jay-Z)                               | 1           | 1       | 1       | 1          | Good Girl Gone Bad                  |
| 2007 | "Roc-A-Fella Billionaires" (Freeway feat. Jay-Z)               | -           | 69      | -       | -          | Free at Last                        |
| 2007 | "Mr. Carter" (Lil Wayne feat. Jay-Z)                           | 62          | 27      | 13      | -          | The Carter III                      |
| 2010 | "Monster" (Kanye West feat. Jay-Z e Nicki Minaj)               | 18          | 30      | 15      | 146        | "My Beautiful Dark Twisted Fantasy" |

### Colaborações
| Ano  | Música                                                | EUA Hot 100 | EUA R&B | EUA Rap | UK Singles | Álbum               |
| ---- | ----------------------------------------------------- | ----------- | ------- | ------- | ---------- | ------------------- |
| 2002 | "Honey" (R. Kelly)                                    | -           | -       | -       | 35         | Best of Both Worlds |
| 2004 | "Big Chips" (R. Kelly)                                | 39          | 17      | -       | -          | Unfinished Business |
| 2004 | "Numb/Encore" (Linkin Park)                           | 20          | -       | -       | 14         | Collision Course    |
| 2004 | "Dirt Off Your Shoulder/Lying From You" (Linkin Park) | 49          | -       | -       | -          | Collision Course    |
| 2011 | "H.A.M." (Kanye West)                                 | 23          | 37      | 19      | 30         | Watch the Throne    |
| 2011 | "Otis" (Kanye West)                                   | 12          | 13      | 8       | 38         | Watch the Throne    |